# Gare de Rosières-aux-Salines
Gare de Rosières-aux-Salines – stacja kolejowa w Dombasle-sur-Meurthe, w pobliżu Rosières-aux-Salines, w departamencie Meurthe i Mozela, w regionie Grand Est, we Francji.
Jest stacją Société nationale des chemins de fer français (SNCF), obsługiwaną przez pociągi TER Lorraine.

## Położenie
Znajduje się na wysokości 208 m n.p.m., na 370,143 km linii Paryż – Strasburg, pomiędzy dworcami Dombasle-sur-Meurthe i Blainville – Damelevières oraz na km 42,919 linii Toul – Rosières-aux-Salines.